# Wieprzyce (gromada)
Wieprzyce – dawna gromada, czyli najmniejsza jednostka podziału terytorialnego Polskiej Rzeczypospolitej Ludowej w latach 1954–1972.
Gromady, z gromadzkimi radami narodowymi (GRN) jako organami władzy najniższego stopnia na wsi, funkcjonowały od reformy reorganizującej administrację wiejską przeprowadzonej jesienią 1954 do momentu ich zniesienia z dniem 1 stycznia 1973, tym samym wypierając organizację gminną w latach 1954–1972.
Gromadę Wieprzyce z siedzibą GRN w Wieprzycach (obecnie podzielone na Wieprzyce (Dolne) i Wieprzyce (Górne); te drugie w granicach Gorzowa Wielkopolskiego) utworzono – jako jedną z 8759 gromad na obszarze Polski – w powiecie gorzowskim w woj. zielonogórskim na mocy uchwały nr V/15/54 WRN w Zielonej Górze z dnia 5 października 1954. W skład jednostki weszły obszary dotychczasowych gromad Wieprzyce, Jeżyki, Jeże i Chróścik ze zniesionej gminy Bogdaniec w tymże powiecie. Dla gromady ustalono 18 członków gromadzkiej rady narodowej.
31 grudnia 1961 gromadę zniesiono, a jej obszar włączono do gromad: Baczyna (wieś Chróścik) i Łupowo (wsie Wieprzyce, Jeże i Jeżyki) w tymże powiecie (część obszaru wsi Wieprzyce wyłączono tego samego dnia z gromady Łupowo, włączając ją do Gorzowa Wielkopolskiego).